# Risingsun (Ohio)
Risingsun es una villa ubicada en el condado de Wood en el estado estadounidense de Ohio. En el Censo de 2010 tenía una población de 606 habitantes y una densidad poblacional de 410,49 personas por km².

## Geografía
Risingsun se encuentra ubicada en las coordenadas 41°16′1″N 83°25′37″O / 41.26694, -83.42694. Según la Oficina del Censo de los Estados Unidos, Risingsun tiene una superficie total de 1.48 km², de la cual 1.48 km² corresponden a tierra firme y (0%) 0 km² es agua.

## Demografía
Según el censo de 2010, había 606 personas residiendo en Risingsun. La densidad de población era de 410,49 hab./km². De los 606 habitantes, Risingsun estaba compuesto por el 96.04% blancos, el 0% eran afroamericanos, el 0.66% eran amerindios, el 0.17% eran asiáticos, el 0% eran isleños del Pacífico, el 0.33% eran de otras razas y el 2.81% pertenecían a dos o más razas. Del total de la población el 4.46% eran hispanos o latinos de cualquier raza.